# Jalda (Odisha)
Jalda es una  ciudad censal situada en el distrito de Sundargarh en el estado de Odisha (India). Su población es de 15789 habitantes (2011). Se encuentra a 271 km de Bhubaneswar y a 1 km de Raurkela. 

## Demografía
Según el censo de 2011 la población de Jalda era de 15789 habitantes, de los cuales 7933 eran hombres y 7856 eran mujeres. Jalda tiene una tasa media de alfabetización del 75,92%, superior a la media estatal del 72,87: la alfabetización masculina es del 84,73%, y la alfabetización femenina del 67,09%.